# Xiaomi 15
Xiaomi 15 (シャオミ フィフティーン) は、2025年3月4日にXiaomiから世界的に発売されたAndroidスマートフォンシリーズである。日本では、ultraが2025年3月18日に発売が開始され、無印が4月1日に順次発売。

## Xiaomi 15 Series
Xiaomi製品の中で最上位モデルであるXiaomi 15 Seriesは2024年10月にultraの中国版が発表され、その後グローバル版が3月4日に発売が開始された。そして日本版は2025年3月13日にXiaomi 新製品発表会　(2025年上期)にて発表され、ultraは同年3月18日に発売され、無印は4月1日発売される。
全モデルにQualcommの最上位プロセッサー(2025年当時）のSnapdragon 8 Eliteを搭載している。

## Xiaomi 15
Xiaomi 15は最初に2024年10月に中国版が発表された。その後、Xiaomi 新製品発表会　(2025年上期)にて発表した。Xiaomi 15は日本で初めての念願のXiaomiのコンパクトハイエンドモデルとして話題になった。
カラーはグローバル版と同様にホワイト、ブラック、グリーンそしてリキッドシルバーの計4色展開。
ディスプレイ
CrystalRes有機EL（AMOLED）が搭載されており、HDR10やDolby Visionなどに対応している。
可変リフレッシュレート1〜120Hzへの対応している。
カメラ
LEICA Summilux光学レンズを搭載している。
メイン、望遠、超広角ともに50MP(5000万画素)のセンサーを使用している。
メインのセンサーにはXiaomiの自社カスタム「Light Fusion 900」を搭載している。
充電
独自規格のXiaomi90Wハイパーチャージでの90W有線と50Wワイヤレス充電に対応しており内臓5240mAhのバッテリーを約39分で1〜100％急速充電できる。
標準規格での充電にはQC3+/QC3.0/QC2.0/PD3.0/PD2.0/MI FC 2.0などに対応。
プロセッサ
頭脳のSoCにはQualcommのSnapdragon 8 Elite Mobile Platform、 RAMは12GB、ROMは256GBまたは512GBが選択可能。
生体認証
超音波式画面内センサーとAI顔認証ロック解除が使用できる。
超音波画面内指紋センサーは従来の光学画面内指紋センサーに比べて認識速度や認識精度が良い。
AI
Xiaomi Hyper AIに対応しており主にAI文章作成、AI音声認識、AI通訳などに対応している。
ネットワーク
- 2G：GSM：850/900/1,800/1,900MHz
- 3G：WCDMA：1/2/4/5/6/8/194G：
- LTE FDD: 1/2/3/4/5/7/8/12/13/17/18/19/20/25/26/28/32/664G：
- LTE TDD: 38/39/40/41/42/48
- 5G：n1/2/3/5/7/8/12/20/25/26/28/38/40/41/48/66/75/77/78
- WI-FI 7対応
- デュアルSIMは物理2枚構成、eSIM×eSIM、eSIM×物理SIMに対応
- Bluetooth 6.0とデュアルBluetoothに対応[11]。

## Xiaomi 15 ultra
特徴は背面の巨大なカメラレンズである。メインカメラにはSonyの一型センサーのLYT-900を搭載している。50MPのメインレンズより画素数が多い望遠レンズだ。このレンズは2億画素ペリスコープになっており14ｍｍ〜200ｍｍの光学ズームが可能である。そしてもう一つの望遠レンズではテレマクロが可能である。
Xiaomi 15 ultraは日本で初めて発売された2024年モデルの前機種Xiaomi 14 ultraの後継機モデルとして発表された。
ディスプレイ
6.73インチのWQHD+ 3200nits超高輝度のAMOLEDディスプレイを搭載しておりHDR10＋やDolby Visionなどの認証に合格している。
カラー
ホワイト、ブラック、シルバークロムの三色。
カメラ
無印と同様にLEICAとの共同開発されたVALRIO-Summilux光学レンズが搭載されている。メインカメラには50MP(5000万画素)のSony製イメージセンサーLYT-900を備えている。
ほかにも2億画素ウルトラ望遠はペリスコープ式レンズの14㎜〜200㎜の光学ズーム対応・70mmフローティング望遠・50MPの超広角カメラが搭載されている。インカメラには32MP(3200万画素）インデスプレイセルフィーカメラを採用。
前機種のXiaomi 14 ultraに存在した可変絞りは廃止されている。
専用のphotography Kit Legend editionが存在する。このKitを使えばズームレバーや録画ボタン、追加バッテリーなどさらに本格的になる撮影体験ができるようになる。
- ズームレバー
- 録画ボタン
- カスタムダイヤル
- 追加バッテリー着脱式サムポート
- 着脱式レリーズシャッターボタン[20]

充電
独自規格のXiaomi 90W ハイパーチャージによる90W充電と50Wワイヤレス充電に対応しており内臓5410mAhのバッテリーを急速充電できる。
標準規格による充電QC3+/QC3.0/QC2.0/PD3.0/PD2.0/MI FC 2.0に対応。
プロセッサ
SoCにはQualcommの最上位プロセッサSnapdragon 8 Elite Mobile Platformを採用、RAMは16GB、ROMは512GBまたは、1TBが選択可能。
ネットワーク
- 2G：GSM：850/900/1,800/1,900MHz
- 3G：WCDMA：1/2/4/5/6/8/194G：
- LTE FDD: 1/2/3/4/5/7/8/12/13/17/18/19/20/25/26/28/32/66/71
- 4G：LTE TDD: 38/39/40/41/42/48
- 5G：n1/2/3/5/7/8/12/20/25/26/28/38/40/41/48/66/75/77/78/79/71

デュアルSIMは物理2枚構成、eSIM×eSIM、eSIM×物理SIMに対応
WI-FI 7対応
Bluetooth 6.0とデュアルBluetoothに対応。
NFCには対応しているがおサイフケータイには非対応。